# Alexander Garth

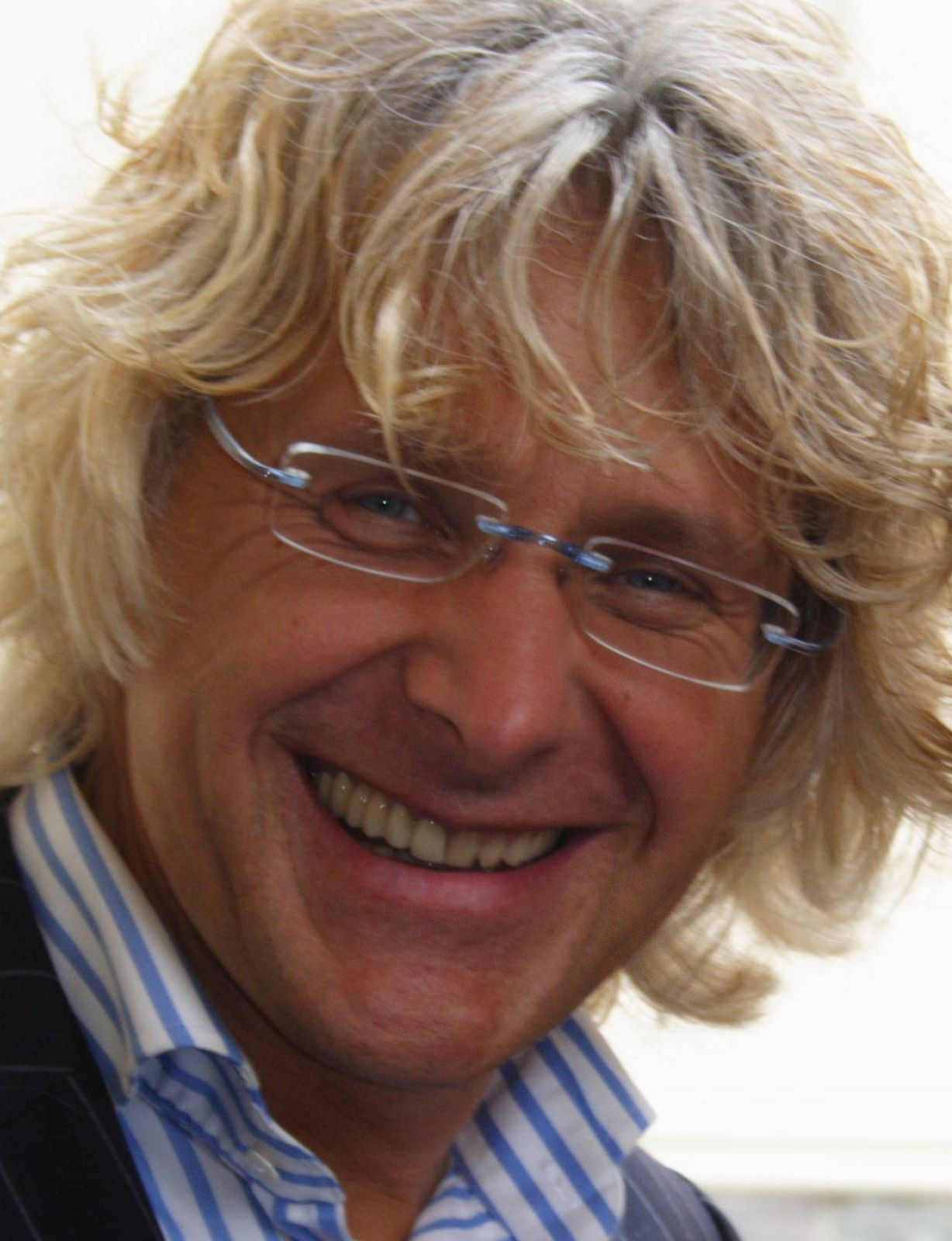
Alexander Garth im Jahr 2008

Alexander Garth (* 1958) ist ein deutscher evangelischer Theologe, Pfarrer, Gründer der Jungen Kirche Berlin und Sachbuchautor.

## Leben und Wirken
Alexander Garth ist in Sachsen aufgewachsen. Er absolvierte eine Krankenpflegerausbildung und arbeitete unter Menschen mit geistiger Behinderung. In Herrnhut fand er zum Glauben. Nach Abschluss des Abiturs studierte er in Leipzig Evangelische Theologie. 1987 folgte seiner Ordination das Vikariat und Pfarrstelle in Sachsen, bevor er aus der DDR ausgebürgert wurde. Danach engagierte er sich in verschiedenen Gemeindeaufbau- und Gemeindegründungsprojekten in München und Hamburg. Von 1990 bis 1999 arbeitete er als Pfarrer an der Evangelisch-lutherischen Stadtkirche in Sonneberg, wo er eine Tochtergemeinde in einer Plattenbausiedlung aufbaute und Leiter eines Kindergartens war. Zwischen 1999 und 2013 war er Bereichsleiter der Berliner Stadtmission. 1999 gründete er in Berlin-Hellersdorf als Pilotprojekt der evangelischen Kirche und der Stadtmission die Junge Kirche Berlin. 2013/14 arbeitete er an einem Fresh-expressions-Projekt der Vineyard Berlin, einer ökumenisch orientierten charismatischen Erneuerungs- und Gemeindegründungsbewegung als eigenständiger Laienbewegung innerhalb der Evangelischen Kirche Berlin-Brandenburg-schlesische Oberlausitz (EKBO). 2014–2015 war er als Berater und Initiator neuer Projekte in der Evangelischen Kirche und als Dozent für Praktische Theologie am Theologischen Seminar Adelshofen tätig. Von Januar 2017 bis zu seinem Ruhestand im Januar 2023 war er Pfarrer an der Stadtkirche Lutherstadt Wittenberg, deren Pfarrstelle IV der Evangelischen Kirche in Mitteldeutschland (EKM) er schon ab Mai 2016 vertreten hatte.
Er ist Redner bei Tagungen, Jugendtreffen und beim Spring-Festival. Als Autor etlicher Sachbücher befasst er sich mit den Themen Glaubenszweifel, Atheismus, Mission, Gemeindegründung (Jugendkirchen), geistlicher Gemeindeaufbau und Evangelisation in der säkularen Postmoderne. Seit 2023 ist er Beauftragter für Theologie, Evangelisation und Gemeindeentwicklung der Deutschen Evangelischen Allianz.

## Privates
Alexander Garth ist verheiratet mit seiner Frau Damaris. Das Paar hat einen Sohn und wohnt in Berlin-Neukölln.

## Veröffentlichungen
- Warum ich kein Atheist bin, Gerth Medien, Asslar 2008, ISBN 978-3-86591-305-0.
- Die Welt ist nicht genug: wenn Menschen Gott entdecken, Gerth Medien, Asslar 2010, ISBN 978-3-86591-556-6.
- Zweifel hat Gründe, Glaube auch, SCM Hänssler, Holzgerlingen 2014, ISBN 978-3-7751-5601-1.
- Wozu? Den Sinn des Lebens suchen, SCM Hänssler, Holzgerlingen 2014, ISBN 978-3-7751-5559-5.
- Gottloser Westen? Chancen für Glauben und Kirche in einer entchristlichten Welt, Evangelische Verlagsanstalt, Leipzig 2017, ISBN 978-3-374-05026-0.
- Untergehen oder Umkehren. Warum der christliche Glaube seine beste Zeit noch vor sich hat, Evangelische Verlagsanstalt, Leipzig 2021, ISBN 978-3-374-06915-6.
- Zweiundzwanzig Faszinationen. Ein christliches Antidepressivum, Evangelische Verlagsanstalt, Leipzig 2025, ISBN 978-3-374-07755-7.

als Mitautor
- mit Werner Neuer: Die EKD-Missionsynode: Bilanz des Jahres 2000; die 24 deutschen Landeskirchen nach der Leipziger EKD-Synode vom November 1999; Ergebnisse einer Umfrage und praktische Überlegungen, Idea-Dokumentation, Wetzlar 2001.
- mit Dirk Farr und Katja Cramer: Gott? 1zu1 – eins:eins – glauben.finder, cap-books, Haiterbach-Beihingen 2012, ISBN 978-3-86773-143-0.

Aufsätze
- Eine Missionsgemeinde für Konfessionslose. Einige biblisch-theologische Voraussetzungen für Gemeinde, die Konfessionslose mit dem Evangelium erreicht. Referat auf der 2. Wissenschaftlichen Tagung vom Netzwerk „Gemeinde und funktionale Dienste“ vom 13. und 14. Februar 2004 in Erfurt, Dokumentation Nr. 19, Evangelischer Pressedienst, Frankfurt 2004.
- Was muss geschehen, damit Atheisten Christen werden?, Zeitschrift Praxis 2/2004.
- Konfessionslose erreichen. In: Ulrich Läpple und Volker Roschke (Hg.): Die so genannten Konfessionslosen und die Mission er Kirche, Neukirchener Verlag, Neukirchen 2007, ISBN 978-3-7887-2257-9.
- Ich habe mich bedingungslos gefreut. In: Arnaud Liszka: Versuche, in der Wahrheit zu leben. DDR Südost – Nichtanpassung und Opposition in der Oberlausitz. Interviews. Neisse Verlag, Dresden 2010, ISBN 978-3-940310-87-3, S. 141–146.
- Auseinandersetzung mit dem „neuen“ Atheismus. In: Tobias Faix, Martin Hofmann, Tobias Künkler: Warum wir mündig glauben dürfen, SCM R. Brockhaus, Witten 2015, ISBN 978-3-417-26664-1, S. 55–70.